# Історія автомобілів швидкої допомоги

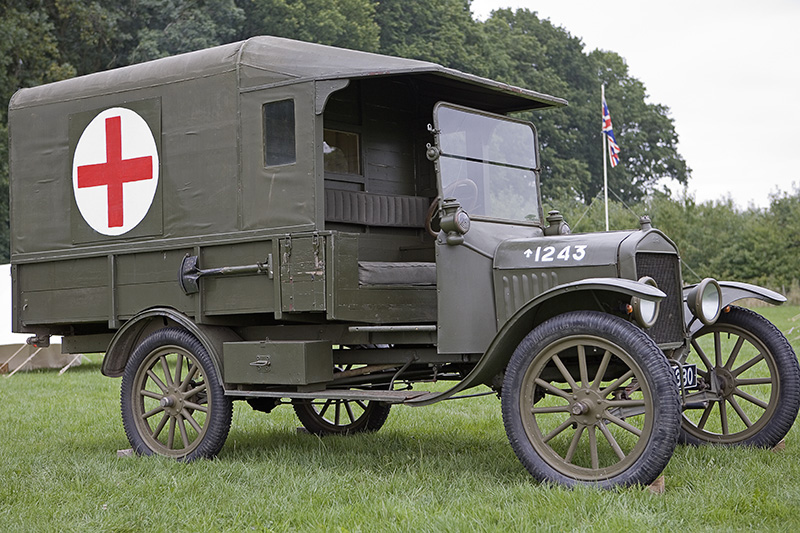
Польова карета швидкої допомоги Ford Model T 1916 року.

Перші моторизовані карети швидкої допомоги з'явилися в Америці та мали електричну тягу. З 1 березня 1900 року у шпиталі Нью-Йорка почали використовуватись електромобілі швидкої допомоги. Електромобіль «Columbia» розвивав швидкість до 11 миль/год та мав запас ходу близько 25 км. 

## 1900—1917 роки (Дорадянський період)
У 1907 році фабрика П. А. Фрезі — одного із творців першого російського автомобіля — сконструювала санітарний автомобіль власного виробництва на шасі Рено (Renault), та представила її на Міжнародному автосалоні в Петербурзі.
Проте перший санітарний автомобіль на теренах країн колишнього СРСР з'явився лише у 1912 році в Москві та був придбаний на зібрані Товариством Швидкої допомоги приватні кошти. Автомобіль був обладнаний за проектом доктора Поморцева. За його сприяння також була створена Долгоруківська станція швидкої допомоги.
У 1913 році з'являється автомобіль з кузовом фабрики Ільїна на шасі La Buire 25/35, придатний як для перевезення хворих, так і для хірургічної допомоги в умовах воєнно-польового лазарету. Він демонструвалася на Четвертій Міжнародній автомобільній виставці в Петербурзі в 1913 році та був нагороджений медаллю й куплений Військовим відомством. Не виключено, що саме цей автомобіль став першою санітарною машиною російської армії.
Найвідоміший і масовий автомобіль дореволюційної епохи — Руссо-Балт, створений інженерами й робітниками Російсько-Балтійського вагонного заводу в Ризі, також переобладнався в санітарну машину.
Військове відомство також виявляло інтерес до санітарного транспорту на автомобільних шасі. Так, на всеросійському випробувальному пробігу, організованому російським Генеральним штабом з метою виявлення найкращих машин для закупівель в армію, вже в 1912 році в брали участь дві санітарні машини на американському вантажному шасі Уайт (White H-30).
У роки Першої світової війни для евакуації поранених були створені автомобільно-санітарні загони, до складу кожного включалися до 20 спеціалізованих санітарних машин, переустаткованих з вантажівок згідно з однаковими вимогами.
В основному, санітарні машини були брезентовими фургонами із чотирма носилками з амортизуючими підвісами, на стійках конструкції інженера Ливчака, а також відкидними ослонами по бортах. Російське командування відзначало більшу зручність описаної конструкції в порівнянні із французькими й англійськими санітарними машинами.
Завдяки цим санітарним автомобілям були врятовані тисячі поранених солдатів.

## 1917—1945 роки (Період Радянського Союзу)
До початку 30-х рр. санітарні автомобілі в СРСР будувалися переважно на закордонних шасі, а також на вітчизняному шасі АМО-Ф-15.
З 1917 року вжитку набуває санітарний автомобіль Fiat-15ter з великим санітарним кузовом, який використовувався у Москві як бойова машина червоногвардійців, та санітарний Форд ТТ.
З освоєнням масового випуску легкового автомобіля ГАЗ-А і полуторки ГАЗ-АА карети швидкої допомоги створювалися переважно на їх шасі, іноді навіть зі зміненим дизайном.
У передвоєнні роки філією ГАЗу були розроблені та випускалися спеціалізовані машини ГАЗ-55 (на базі вантажівки ГАЗ-ММ — модернізованого варіанту ГАЗ-АА з мотором ГАЗ-М). Всередині ГАЗ-55 можна було перевозити 4 лежачих і 2 сидячих хворих або 2 лежачих і 5 сидячих або 10 сидячих. Машина була обладнана калорифером, що працював від вихлопних газів, і вентиляційною системою.
Також у цей час був розроблений і випробовувався транспортер для евакуації поранених з поля бою БА-22 (на шасі автомобіля ГАЗ-ААА. Відомостей про серійний випуск немає.
Для потреб армії з кінця 30-х масовою серією випускався санітарний автомобіль ГАЗ-55 на базі полуторки ГАЗ-ММ, що під час війни доповнювали важкі емб'юленси ЗИС-16С і ЗИС-44.
Під час німецько-радянської війни для перевезення поранених використалися, як правило, звичайні вантажні машини ГАЗ-АА й ЗИС-5. Відповідно до розроблених ще до війни рекомендаціями, для більше м'якого ходу машини на дно кузова був насипаний шар піску товщиною в кілька сантиметрів, а зверху клали солому або інший м'який матеріал. Крім того, рекомендувалося комбіноване завантаження сидячими й лежачими пораненими. Іноді в кузові встановлювалися спеціальні нари.
З медичною метою використовувалися й інші спеціально розроблені машини, наприклад, ЗИС-44 — простий санітарний фургон з дерев'яним кузовом на 18 місць на основі ЗИС-5У — спрощеного варіанта ЗИС-5, що випускалася тільки в роки війни.
Цікава історія медичних автобусів — найчастіше переустаткованих з мобілізованого пасажирського транспорту міст. Одним з них був автобус ЗИС-8 на шасі ЗИС-5. ЗИС випускав ці автобуси тільки в 1934-36 р., пізніше автобуси за кресленнями заводу виготовлялися на шасі вантажівок ЗИС-5 багатьма підприємствами, автобусними парками й кузовними майстернями, зокрема, московським заводом «Аремкуз». Спрощена модифікація розроблена ще до війни, випускалася з 1939 р. під назвою ЗИС-16С. Машина могла перевозити 10 лежачих і 10 сидячих хворих (не враховуючи місць водія й санітара).
Як санітарні використовувалися і пристосовані автобуси ГАЗ-03-30, а також декілька автобусів ГАЗ-05-193 у санітарній модифікації.

## 1945—2000 роки (Радянський Союз та Пострадянські Республіки)
Після війни на базі 2,5-тонної вантажівки ГАЗ-51 масово випускався санітарний автомобіль ПАЗ-653.
Для потреб столичних медустанов до війни випускалася санітарна версія ЗИС-101С урядового лімузина ЗИС-101, а після війни аналогічна модель ЗИС-110А на базі лімузина ЗИС-110. Машина була оснащена восьмициліндровим рядним двигуном шестилітрового об'єму, потужністю 140 к.с., завдяки якому була швидкохідною, але витрачала 27,5 л. палива на 100 км.
В 50-х роках з'являються машини ГАЗ-12Б на базі седана великого класу ГАЗ-М-12 ЗіМ. Переднє сидіння відокремлювалося скляною перегородкою, у задній частині салону розташовувалися висувні ноші та два розкладних сидіння. Шестициліндровий двигун ГАЗ-51 у форсованому варіанті досягав потужності 95 к.с., бензину А-70 споживав — 18,5 л/100 км.
Існувала версія і на базі масового седана ГАЗ-М20 «Побєда».
Москвич 400–420М — медична модифікація Москвича-400 (фактично копія Opel Cadet ДО38) — став допомагати службі невідкладної допомоги з 1948 року, коли Московське міське відділення охорони здоров'я закупило близько 200 Москвичів, які стояли практично біля кожної міської поліклініки. Машина була найекономічнішою в ті роки серед радянських машин: 23-силовий двигун споживав усього 9 літрів бензину А-66.
Після війни ГАЗ-55 замінили ПАЗ-653 (на базі ГАЗ-51 з кузовом, створеним на Павловському автобусному заводі).
У кузові машини було розташовано четверо нош або 13 місць для сидіння (не враховуючи водія й санітара).
Існував і більш ранній (імовірно до 1956 року випуску) варіант — санітарний ГЗА-653.
Основним автомобілем Швидкої допомоги міст (т. зв. лінійним) в 1960-х були спеціалізовані машини РАФ-977И (випускалися Ризьким автомобільний заводом на агрегатах «Волги» ГАЗ-21).
Зважаючи на все, саме на ці машини вперше стали ставити проблискові маячки жовтогарячого або червоного кольору.
З 1957 року в Москві було організовано двосторонній радіозв'язок між бригадами й оперативним відділенням станції.
Пізніша модифікація зовні відрізнялася високими бічними вікнами й широкими бічними дверима — РАФ-977ИМ. Ці машини довгі роки обслуговували міста СРСР.
У сільській місцевості й невеликих містах з 60-х років минулого століття й дотепер основу парку становлять машини УАЗ. Спочатку-модель 450А, згодом — модернізована (з 1966 р.) машина УАЗ-452А, що пізніше стали йменуватися УАЗ-3962. Перша обладнувалася видозміненим нижньоклапанним двигуном ГАЗ-69.
Досерійні зразки санітарних універсалів Горьківський автозавод побудував на базі машин ГАЗ-21 другої серії. Пізніше у великій кількості випускалися санітарні «Волги»-універсали ГАЗ-22Б и ГАЗ-22Д (індекс змінився після модернізації базової машини). Випускалися й експортні модифікації ГАЗ-22БМ і ГАЗ-22Е.

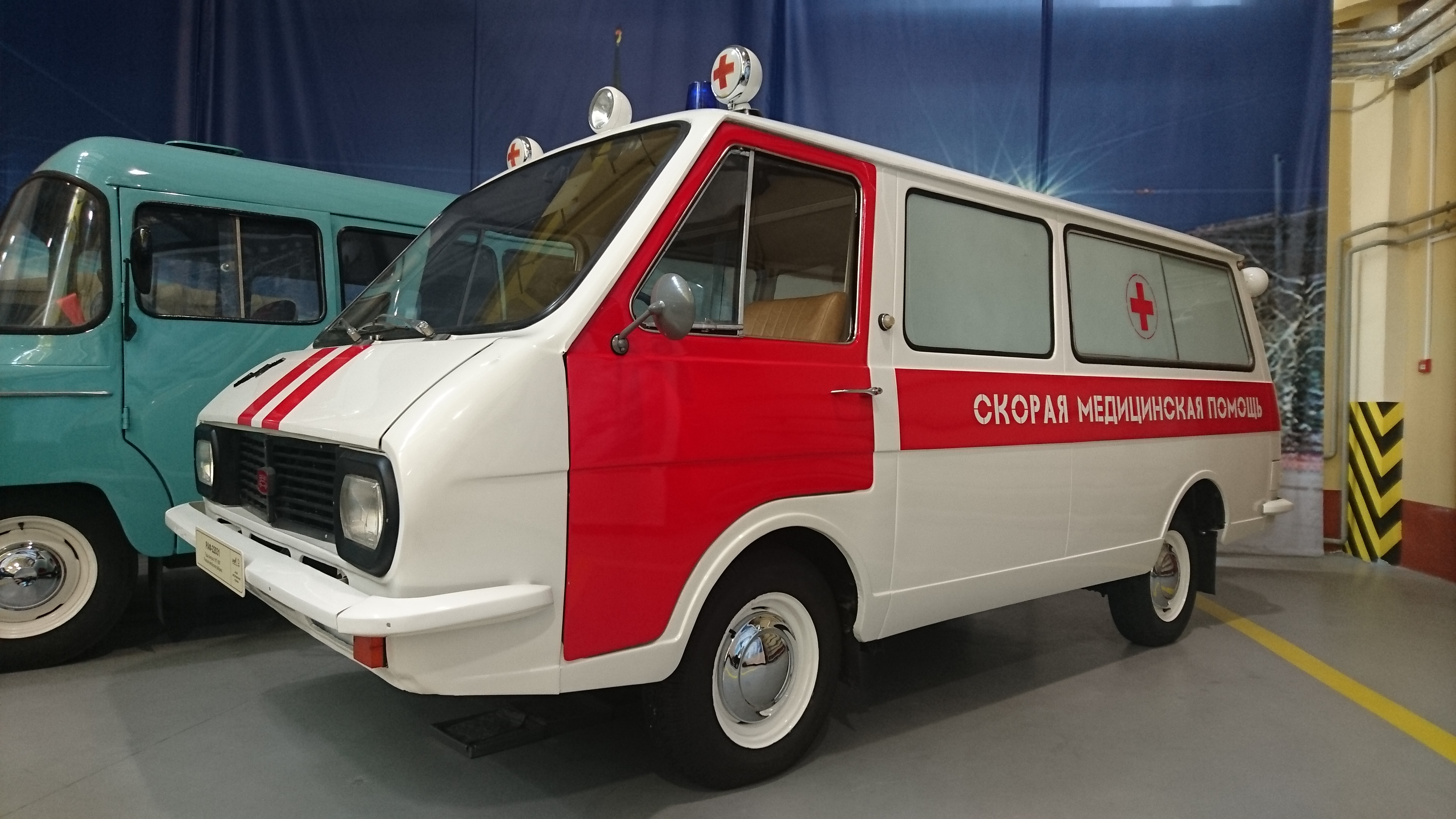
Автомобіль швидкої допомоги на базі автомобіля РАФ-22031 «Латвія»

У 1970-ті — наприкінці 90 рр. ХХ ст. наймасовішими були карети швидкої допомоги та інші санітарні автомобілі, базою яких слугували моделі УАЗ сімейства 452 (пізніше — 3962), а також РАФ-977, РАФ-2203, що збиралися на новому виробництві в Єлгаві на основі «Волги» нового покоління — ГАЗ-24. Після чергової модернізації базової моделі РАФ, яка одержала індекс 22038, були створені й машини медичного призначення, зокрема, для швидкої допомоги — РАФ-2915 та РАФ-2914.
Ті, хто давно працює на «швидкій», до сьогодні з теплотою згадують ці мікроавтобуси за м'яку підвіску й можливість маневру в тісних дворах. Машину РАФ давно знято з виробництва, але її ще й досі можна побачити за роботою у санітарних підрозділах українських міст.
На базі автомобілів РАФ, ГАЗ «Волга» та УАЗ, фінська фірма ТАМРО(TAMRO) пропонувала спеціалізовані машини — реанімаційну, кардіологічну й т.п. Машини відрізнялися високим дахом і відповідною якістю приладдя медичного салону.
Для обслуговування медичних установ «4-го управління» на базі седанів великого класу «Чайка» (ГАЗ-13 і ГАЗ-14) і лімузинів вищого класу ЗИЛ-114, ЗИЛ-4104 і ЗИЛ-41047, а також малих представницьких автобусів «Юність» (ЗИЛ-118 і ЗИЛ-119) в одиничних примірниках випускалися емб'юленси-реанімобілі, що стали в 80-х неодмінними атрибутами ескорту старого керівництва СРСР.
«Волга» ГАЗ-24-03 та ГАЗ-310231 теж використовувалися як санітарні на станціях невідкладної допомоги.

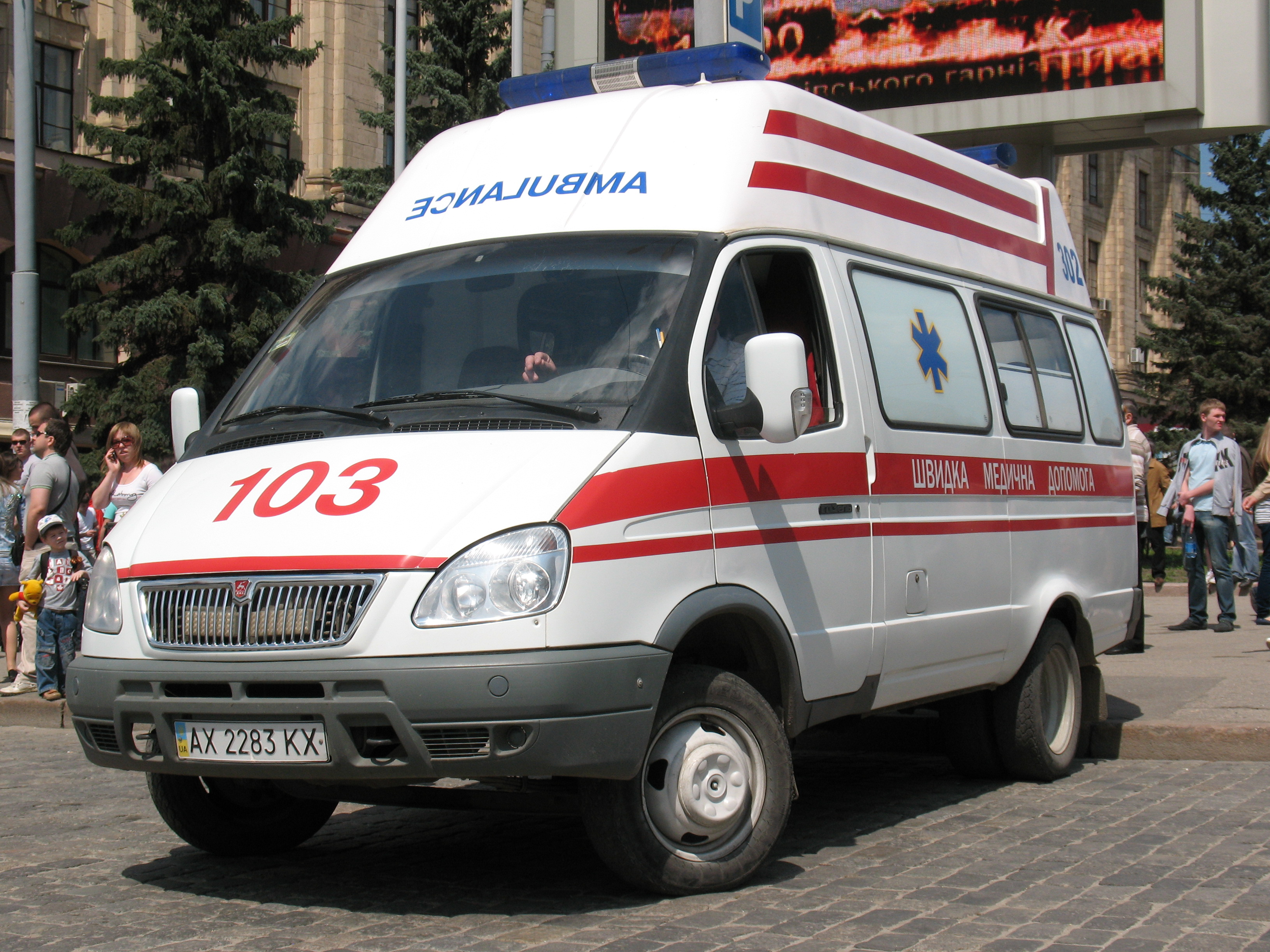
Автомобіль швидкої допомоги на базі автомобіля ГАЗ-32214 «Газель»

В 2000-х рр. основна частина парку автомобілів швидкої допомоги складалася з моделей ГАЗ сімейств 3221 та 2217: ГАЗ-32214 «Газель» і ГАЗ-22171"Соболь", а також УАЗ-3962 і мікроавтобусів та переобладнаних суцільнометалевих фургонів закордонного виробництва (переважно марок Ford Transit і Mercedes-Benz Sprinter). Останні, як правило — використовувались для обслуговування реанімаційних та інших спеціалізованих бригад.

## 2013–2014 (Незалежна Україна)
Найбільша за часи незалежності партія нових швидких була закуплена Міністерством охорони здоров'я у 2013 році, а поставлена — у 2013–2014. Переможцями тендеру стали ИП «АИС-Столица», ООО «Илатанмед», ПрАТ "НВО «Практика». Переважна більшість автомобілів були виготовлені НВО «Практика» на базі Peugeot Boxer та укомплектовані додатковими опціями (пом'якшена підвіска, генератор підвищеної ємності і т. д.)..
В червні 2014 року 16 нових машин екстреної медичної допомоги передали чотирьом силовим відомствам для роботи в зоні АТО. Усі ці автомобілі закупили за бюджетом-2013, і мали би відправити у Крим. Але через окупацію півострова, карети перерозподілили між структурами, використовуваними в АТО. Так, Міністерству оборони віддали 4 машини екстреної допомоги та два реанімобілі. Стільки ж дісталось Міністерству внутрішніх справ — їх віддадуть Нацгвардії. Служба безпеки та Держприкордонслужба отримали по одному реанімобілю та одній «швидкій».

## Зовнішні посилання
- Ambulance Historical Society Victoria website